# O fată orfană în cimitir
O fată orfană în cimitir (cunoscută și sub numele de Tânăra orfană din cimitir; în franceză Jeune orpheline au cimetière) (c. 1823 sau 1824) este o pictură realizată în ulei pe pânză de pictorul francez Eugène Delacroix, datată 1823-1824 și păstrată la Muzeul Luvru din Paris, Franța.

## Istorie
Considerată a fi o lucrare pregătitoare în ulei pentru tabloul ulterior al artistului, Măcelul din Chios, O fată orfană în cimitir este totuși considerată o capodoperă de sine stătătoare. Un aer de tristețe și teamă emană din tablou, iar din ochii fetei îndurerate, care privește cu îngrijorare în sus, curg lacrimi. Întunericul cerului și terenul de veci abandonat sunt în concordanță cu expresia melancolică a fetei. Limbajul trupului și îmbrăcămintea fetei evocă tragedia și vulnerabilitatea: rochia căzută de pe umăr, o mână așezată slab pe coapsă, umbrele de deasupra cefei, întunericul de pe partea stângă, precum și culoarea rece și palidă a ținutei sale. Toate acestea se combină pentru a sublinia sentimentul de pierdere, de speranță de neatins, izolarea ei și absența oricărui mijloc de ajutor.
Pentru Delacroix, culorile erau cele mai importante ingrediente pentru picturile sale. Din cauza acestui gust artistic și a acestei credințe, el nu a avut răbdare să creeze facsimile ale statuilor clasice. El i-a venerat pe Peter Paul Rubens și pe venețieni. A ales utilizarea nuanțelor colorate și a temelor exotice pentru picturile sale, inspirându-se din alte locuri decât cele uzuale, rezultând lucrări descrise ca fiind lucioase și abundând în mișcare.

## Vezi și
- Eugène Delacroix